# Jackson (Carolina do Norte)
Jackson é uma cidade  localizada no estado norte-americano de Carolina do Norte, no Condado de Northampton.

## Demografia
Segundo o censo norte-americano de 2000, a sua população era de 695 habitantes.
Em 2006, foi estimada uma população de 662, um decréscimo de 33 (-4.7%).

## Geografia
De acordo com o United States Census Bureau tem uma área de
2,6 km², dos quais 2,6 km² cobertos por terra e 0,0 km² cobertos por água. Jackson localiza-se a aproximadamente 41 m acima do nível do mar.

## Localidades na vizinhança
O diagrama seguinte representa as localidades num raio de 20 km ao redor de Jackson.